# Черненко Олександр Давидович
Черненко Олександр Давидович (30 серпня 1864 — 10 квітня 1921) — один з основоположників кооперативного руху в Україні, родом з Уманщини; за фахом учитель. Організатор кредитових і споживчих кооперативів (Київський союз установ дрібного кредиту) на Київщині, виховник українських кооперативних кадрів. Був засновником і керівником усіх кооперативних установ Дзензелівки.

У телеграмі з нагоди 35 річчя кооперативної діяльності Черненка (від 1918 року) сказано: 
|  | Від правління Союзбанку щиро вітаємо з 35 літнім ювілеєм кооперативної діяльності дорогого батька Уманської кооперації, фундатора Київського Союзу, Дзендзелівського та інших товариств, віддавшого все життя кооперації та рідному краєві. |

Із спогадів Ф. Матушевського (1918 рік): 
|  | Є на світі особливий сорт діячів, — це розумні, чесні працівники, вірні на слові і на ділі, люди чисті серцем, слово яких ніколи не розходиться з ділом, в яких іноді й слів на язиці мало, які мовчки, але запопадливо і вперто роблять своє діло, іноді не дуже велике, і в цьому ділі беруть на себе всяку роботу, навіть чорну і невдячну, проте вони і нею не гнушаються, не звалюють її на чужі плечі, а роблять самі. Свою працьовитість вони дають як зразок іншим людям, непомітно притягуючи до себе цих людей і утворюючи навколо себе особливо приємне обійстя, в якому всім тепло, ясно і привітно. Роблячи своє діло, такі чисті серцем працівники висовують наперед інших людей, своїх помічників, а самі непомітно стоять собі десь ззаду, щоб не витикатися на люди, бо вони бояться, щоб люди не робили їм слави, або не подумали, боронь боже, що вони тієї слави самі добиваються. |

Народився Олександр Давидович в селі Паланочка, зараз Маньківського району, похований в Дзензелівці, в самому центрі, при церковному цвинтарі. На початку 1930-х років церква і всі могили біля неї були зруйновані. Тільки 2001 року вдалось встановити точне місце поховання, а 4 травня 2006 року на його могилі споруджено пам'ятник.